# فرودگاه بوکارانگا
فرودگاه بوکارانگا (به انگلیسی: Bocaranga Airport) یک فرودگاه همگانی است که یک باند فرود خاک رس دارد و طول باند آن ۱۲۰۰ متر است. این فرودگاه در کشور جمهوری آفریقای مرکزی قرار دارد و در ارتفاع ۱۰۵۶ متری از سطح دریا واقع شده‌است.